# 181-es busz (Budapest)
A budapesti 181-es jelzésű autóbusz a IX. kerületben közlekedik, az Aszódi utca és József Attila lakótelep, Távíró utca között. A járat a József Attila-lakótelep lakóinak biztosít átszállási lehetőséget az Ecseri útnál a 3-as metróra. A viszonylatot a Budapesti Közlekedési Zrt. üzemelteti. A járműveket a Dél-pesti autóbuszgarázs állítja ki.

## Története
2008. szeptember 6-án a 81-es busz jelzése 181-esre módosult, és a Lobogó utca helyett a Távíró utcához került a végállomása.
2014. szeptember 6-ától szombat délelőttönként meghosszabbított útvonalon, a Napfény utcai piacot érintve a Nagykőrösi út / Határ útig közlekedik. 2020. december 5-étől nem érinti ezt a szakaszt.

## Útvonala
| József Attila lakótelep, Távíró utca felé |
| Aszódi utca vá. – Ecseri út – Üllői út – Dési Huber utca – Napfény utca – József Attila lakótelep, Távíró utca vá. |
| Aszódi utca felé |
| József Attila lakótelep, Távíró utca vá. – Napfény utca – Lobogó utca – Toronyház utca – Dési Huber utca – Ifjúmunkás utca – Epreserdő utca – Ecseri út – Üllői út – Dési Huber utca – Ifjúmunkás utca – Epreserdő utca – Ecseri út – Gyáli út – forduló – Gyáli út – Füleki utca – Aszódi utca – Aszódi utca vá. |

## Megállóhelyei
Az átszállási kapcsolatok között a 281-es busz nincsen feltüntetve, mivel ugyanazon az útvonalon közlekednek.
József Attila lakótelep, Távíró utca felé
| 0  | Aszódi utca végállomás                          |                     |
| 0  | Gyáli út                                        |                     |
| 2  | Közterületfenntartó Zrt.                        | 3                   |
| 4  | Ecseri út M                                     | 254E 3              |
| 5  | Ifjúmunkás utca                                 |                     |
| 6  | Börzsöny utca                                   |                     |
| 7  | Valéria tér                                     |                     |
| 9  | Lobogó utca                                     |                     |
| 10 | József Attila lakótelep, Távíró utca végállomás | 84E, 89E, 123, 123A |

Aszódi utca felé
| 0  | József Attila lakótelep, Távíró utca végállomás |        |
| 1  | Lobogó utca                                     |        |
| 2  | Friss utca                                      |        |
| 3  | Valéria tér                                     |        |
| 4  | Börzsöny utca                                   |        |
| 5  | Aranyvirág sétány                               |        |
| 6  | Közterületfenntartó Zrt.                        | 3      |
| 7  | Ecseri út M                                     | 254E 3 |
| 8  | Ifjúmunkás utca                                 |        |
| 8  | Aranyvirág sétány                               |        |
| 9  | Közterületfenntartó Zrt.                        | 3      |
| 10 | Közterületfenntartó Zrt.                        |        |
| 12 | Gyáli út                                        |        |
| 13 | Merényi Gusztáv Kórház                          |        |
| 14 | Péceli utca                                     |        |
| 15 | Merényi Gusztáv Kórház                          |        |
| 16 | Füleki utca                                     |        |
| 18 | Aszódi utca végállomás                          |        |

## Képgaléria

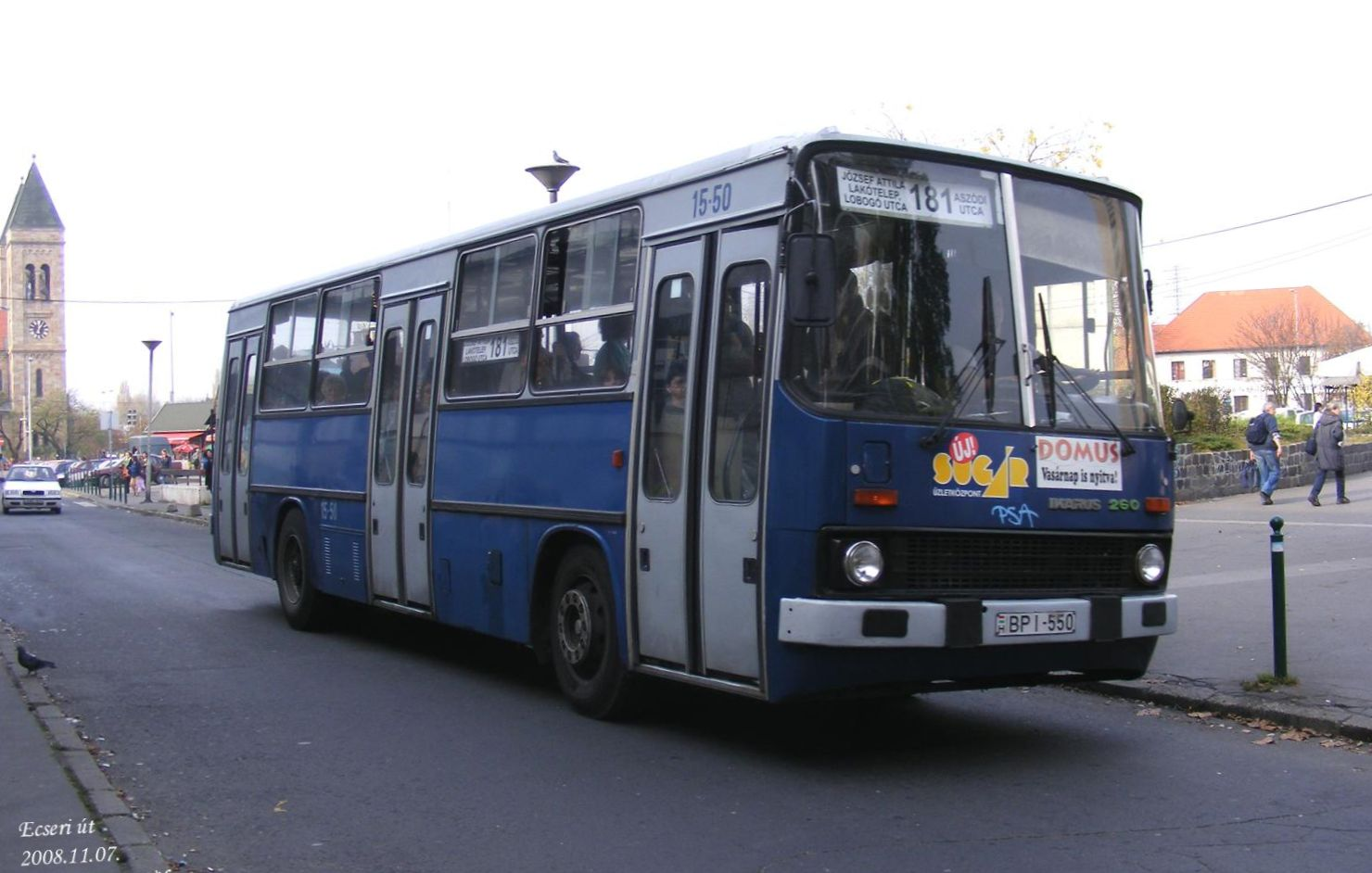
Ikarus 260-as busz az Ecseri útnál 2008-ban…
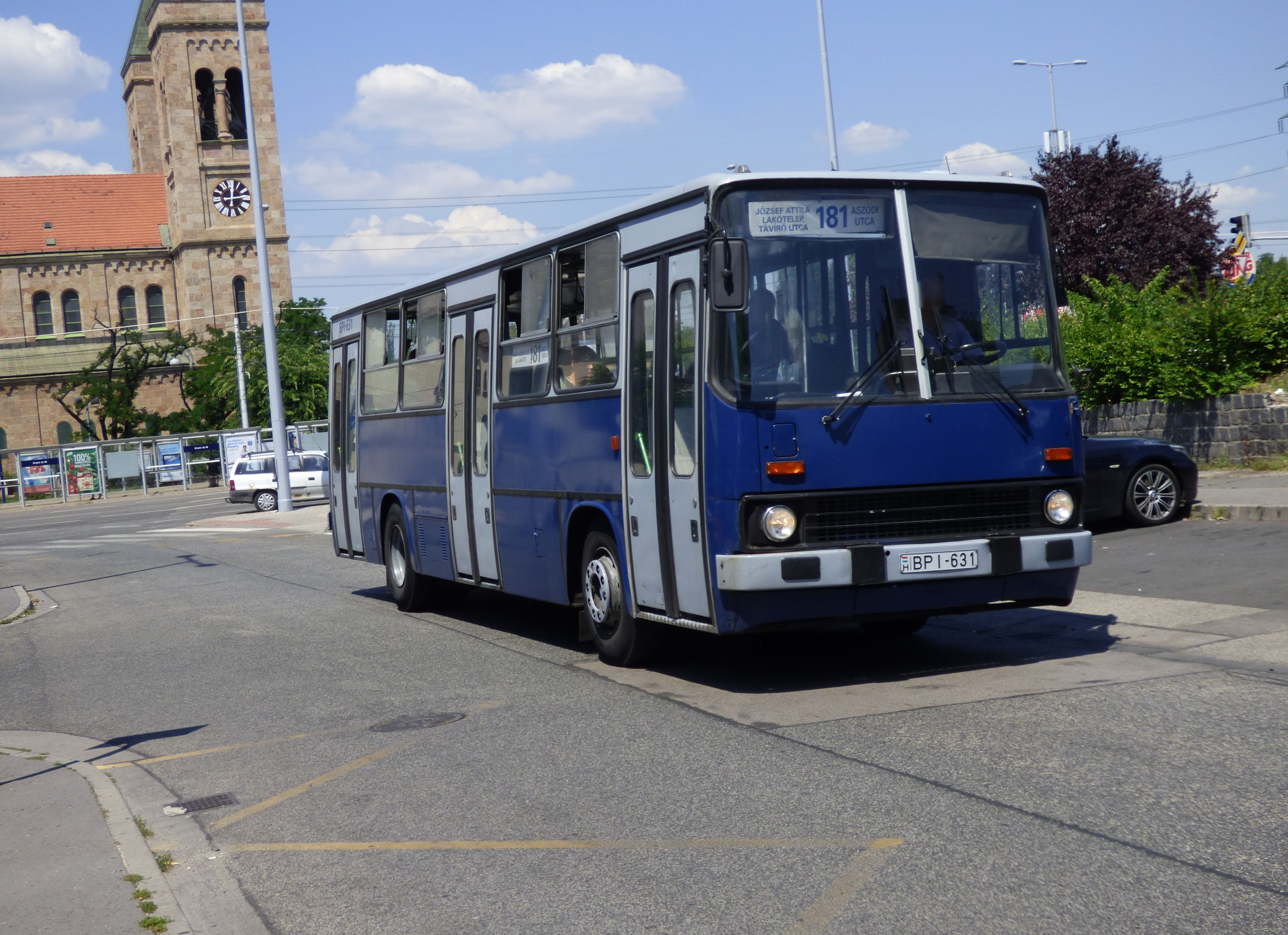
…és 2017-ben